# Дхату-патха
Дхату-патха (санскр. धातुपाठः dhātupāṭha IAST; утворено з двох слів дхату: धातु «елемент, інгредієнт, корінь слова» і पाठ патха: पाठ означає «читання» або «урок») — книга санскритського граматика Паніні, написана в IV столітті до нашої ери. У цій книзі перераховані всі дієслівні корені (дхату) санскриту із зазначенням їх властивостей і значень. Значення кожного кореня дано на санскриті. Всього в Дхату-Патхі приблизно 2300 коренів. З них 522 кореня є часто використовуваними в класичному санскриті. Деякі літери і лігатури в Дхату-Патх представлені в несучасному їх написанні, що ускладнює її читання.

## Позначення
Дхату-патха розділена на дві частини, в другій частині — зміст і алфавітний список всіх коренів з позначеннями:
- чи є вони сетові (से.) або анітові (आ.),
- ознака вигодонабувача: атманепади आ, парасмайпади प 0, убхайпади उ 0,
- сторінка,
- гана кореня.

## Типи дієслівних коренів
Перший корінь Дхату-патхі
- bhū IAST भू — «бути»

У першій частині книги — перерахування дієслівних коренів, розбитих на 10 ган (по типу відмінювання). У першій гані — близько 1000 коренів, в інших набагато менше.
У кожній гані коріння розташовані в алфавітному порядку по останній букві кореня і розбиті на підгрупи за значенням вигодонабувача — атманепаді санскр. आत्मनेपदम्, парасмайпаді санскр. परस्मैपदम् і убхайпаді санскр. उभयपदम्. Вигодонабувач — це той суб'єкт, для якого здійснюється дія.
Атманепаді — дієслівні корені, результат дії яких спрямований на себе, наприклад:
- атманепаді корінь egh IAST एघ् — «рости», рости можна тільки для себе.

Парасмайпаді — результат дії спрямований на іншу людину або сутність, наприклад:
- парасмай-паді корінь ṇad IAST णद् — «звучати», звучати можна тільки для іншого.

Удхайпаді — коріння з отриманням вигоди обох типів, наприклад:
- убхайпаді корінь tan IAST तन् — «розширюватись», розширюватись можна і для себе і для іншого.